# 八百津郵便局
八百津郵便局（やおつゆうびんきょく）は岐阜県加茂郡八百津町にある郵便局。民営化前の分類では集配特定郵便局であった。

## 概要
住所：〒505-0399 岐阜県加茂郡八百津町八百津3751-1

## 沿革
- 2007年（平成19年）10月1日 - 郵政民営化に伴い、併設された郵便事業可児支店八百津集配センターに一部業務を移管。同時にゆうゆう窓口も廃止。
- 2010年(平成22年)3月１日 - 郵便事業可児支店潮南集配センターから集配業務を移管。
- 2012年（平成24年）10月1日 - 日本郵便株式会社発足に伴い、郵便事業可児支店八百津集配センターを八百津郵便局に統合。

## 取扱内容
- 郵便、印紙、ゆうパック、内容証明
- 貯金、為替、振替、振込、国際送金、国債、投資信託
- 生命保険、バイク自賠責保険、自動車保険
- ゆうちょ銀行ATM
- 加茂郡八百津町全域の集配業務

## 風景印
- 図柄は蘇水峡丸山ダム。局名表記は「岐阜 八百津」
- 使用開始日は1956年（昭和31年)12月10日

## 周辺
- 木曽川
- 東濃信金八百津支店
- 八百津町立八百津小学校
- 八百津町役場
- 八百津消防署
- 丸山蘇水湖

## アクセス
- 東鉄バス八百津旭町バス停から徒歩で約2分。
- 駐車場あり：5台